# Seelisbergtunnel
Der Seelisbergtunnel ist Teil der Autobahn A2 zwischen den Kantonen Nidwalden und Uri und somit wichtiger Teil der Autobahn-Verbindung zwischen dem größeren Nordteil der Schweiz und dem südlichen Tessin. Das Nordportal befindet sich hoch über dem  Vierwaldstättersee bei Beckenried NW, das Südportal bei Bolzbach, Seedorf UR am Westufer des Urnersees. Den Namen erhält dieser Tunnel nicht etwa durch einen gleichnamigen Berg, sondern durch den bekannten Ort Seelisberg UR, der vor dem Bau des Tunnels das Ende der linksseitigen Umfahrung des Vierwaldstättersees darstellte. Das Bergmassiv, welches vom Seelisbergtunnel hauptsächlich durchquert wird, ist der 1923 m ü. M. hohe Niederbauen Chulm. Der 9292 Meter lange Seelisbergtunnel war bei seiner Fertigstellung der weltweit längste doppelröhrige Strassentunnel und ist es in der Schweiz bis heute noch. Er wurde zwischen 1971 und 1980 errichtet.

## Bauwerk

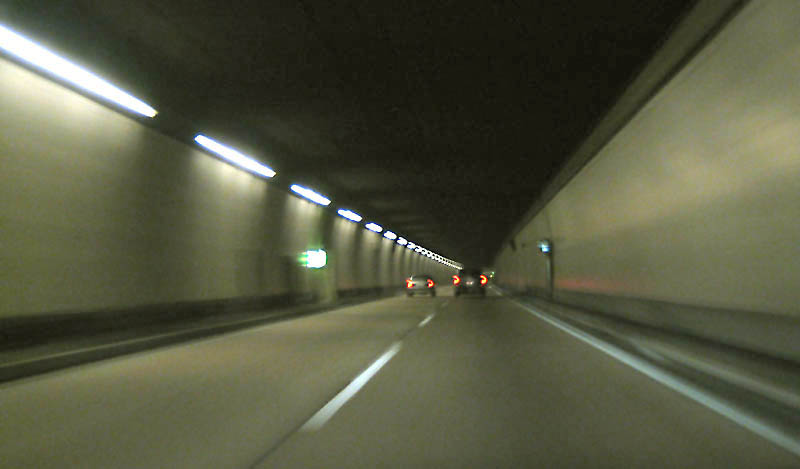
Im Tunnel

Der Tunnel besitzt zwei Röhren, die bei den Portalen einen Achsabstand von 25 Metern aufweisen. Im mittleren Abschnitt wächst der Abstand bis auf 60 Meter an.  In den zweistreifigen Tunnelröhren beträgt die lichte Fahrraumhöhe 4,5 Meter, die Fahrbahnbreite 7,5 Meter, zuzüglich 0,8 Meter breite Gehwege auf beiden Seiten. Alle 300 Meter sind zwischen den Röhren Querverbindungen als Fluchtwege vorhanden.
Die Tunnelröhren werden über vier unterirdische Zentralen belüftet, von denen zwei an den Portalen Rütenen (bei Beckenried) und Büel (bei Seedorf) stehen. Ausserdem gibt es die Mittelstation Hattig, die über einen 275 Meter hohen Schacht die Zuluft ansaugt und die Abluft ausbläst sowie die Mittelzentrale Huttegg, die einen 640 Meter langen Stollen und einen 189 Meter hohen Schacht für den Luftaustausch besitzt.

## Herstellung
Die Herstellung der beiden Tunnelröhren erfolgte in drei Baulosen. Das Los Rütenen (Los Nord), umfasste 2 × 4300 Meter Tunnel und die Lüftungszentralen Rütenen und Hattig. Es hatte seinen Angriffspunkt für den Tunnelvortrieb beim Nordportal. Das Los Büel (Los Süd) mit dem Angriffspunkt am Südportal beinhaltete 2 × 2900 Meter Tunnel und die Lüftungszentrale Büel. Beide Lose hatten als Ausbruchquerschnitt ein Hufeisenprofil mit 88 bis 125 m² Fläche und wurden im bergmännischen Sprengvortrieb errichtet. Das Los Huttegg (mittleres Los) umfasste 2 × 2000 Meter Tunnel und die Lüftungszentrale Huttegg. Der Angriffspunkt war der spätere Lüftungsstollen. Der Vortrieb des Kreisprofils von 111 bis 115 m² Fläche erfolgte mit einem amerikanischen Tunnelschild mit einem Reisszahnbagger und einer Tübbingversetzmaschine. Maximal 230 Mineure arbeiteten im Tunnel.

## Verkehr
Der Tunnel wird von etwa 20'000 Fahrzeugen am Tag genutzt. Er ist für eine angezeigte Höchstgeschwindigkeit 100 km/h zugelassen. Die Fahrbahn besteht im Gegensatz zu den meisten anderen Strassentunnels in der Schweiz aus Betonplatten. Trotz seiner Länge und Eintönigkeit kam es kaum je zu nennenswerten Unfällen. Die Hälfte der wenigen tödlichen Unfälle entstanden bei Gegenverkehr infolge Sperrung der jeweils anderen Röhre.